# 1952年ヘルシンキオリンピックのトルコ選手団
1952年ヘルシンキオリンピックのトルコ選手団（1952ねんヘルシンキオリンピックのトルコせんしゅだん）は、1952年7月19日から8月3日にかけてフィンランドの首都ヘルシンキで開催された1952年ヘルシンキオリンピックのトルコ選手団、およびその競技結果。

## 概要
今大会は金メダル2個、銅メダル1個の合計3個のメダルを獲得した。

## メダル
| メダル | 選手名           | 競技       | 種目                             |
| ------ | ---------------- | ---------- | -------------------------------- |
| 金     | ハッサン・ゲミジ | レスリング | 男子フリースタイルフライ級       |
| 金     | バイラム・シット | レスリング | 男子フリースタイルフェザー級     |
| 銅     | アディル・アタン | レスリング | 男子フリースタイルライトヘビー級 |